# Jinan Yaoqiang International Airport
Jinan Yaoqiang International Airport är en flygplats i Kina. Den ligger i provinsen Shandong, i den östra delen av landet, omkring 30 kilometer nordost om provinshuvudstaden Jinan.
Runt Jinan Yaoqiang International Airport är det mycket tätbefolkat, med 1 754 invånare per kvadratkilometer. Trakten runt Jinan Yaoqiang International Airport består till största delen av jordbruksmark.
Genomsnittlig årsnederbörd är 841 millimeter. Den regnigaste månaden är juli, med i genomsnitt 315 mm nederbörd, och den torraste är januari, med 6 mm nederbörd.